# Paedophryne verrucosa
Paedophryne verrucosa is een kikkersoort uit de familie smalbekkikkers (Microhylidae). De soort werd voor het eerst wetenschappelijk beschreven door Fred Kraus in 2011.
De kikker komt voor in delen van Azië en leeft endemisch in Papoea-Nieuw-Guinea. Paedophryne verrucosa is voor het eerst wetenschappelijk beschreven door Fred Kraus in 2011.
Het wijfje van dit kikkertje wordt slechts 8,8 tot 9,3 millimeter lang, iets groter dan de kleinst bekende kikker Paedophryne dekot. Het mannetje is iets kleiner, 8,1 tot 8,9 millimeter. De huid van de kikker heeft veel wratten, kleur is lichtbruin met zwarte vlekken aan de zijkant. De tekening is wat variabel.
De wetenschappelijke naam verrucosa verwijst naar de vele wratten bij deze soort.